# Vöhl
Vöhl település Németországban, Hessen tartományban. Lakosainak száma 5553 fő (2023. december 31.).

## Népesség
A település népességének változása:
| Lakosok száma | 6037 | 5608 | 5595 | 5454 | 5517 | 5553 |
|               | 2010 | 2017 | 2019 | 2021 | 2022 | 2023 |